# Actitud y entorno

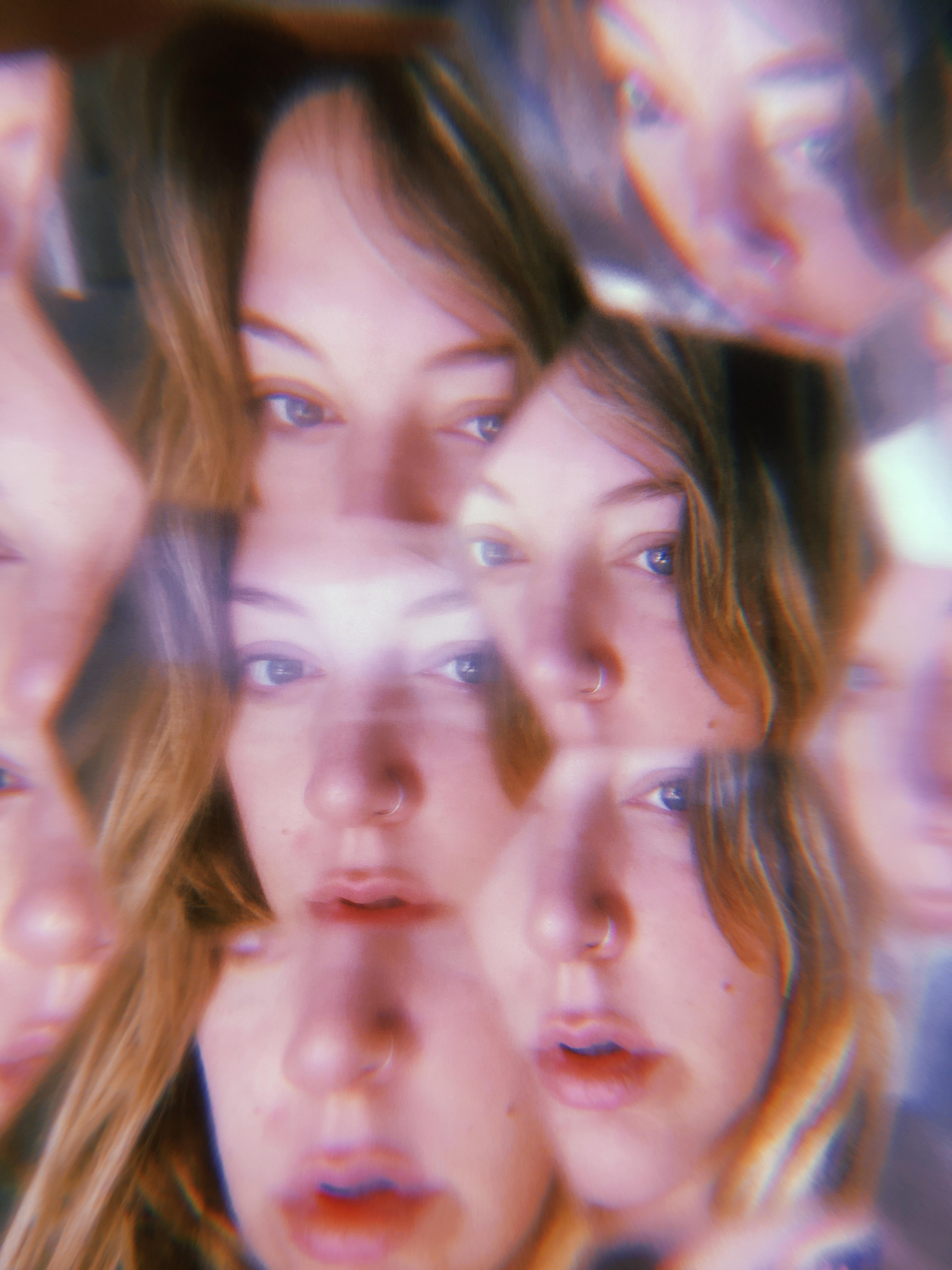
La actitud (set) y el entorno (setting) son fundamentales para evitar un «mal viaje».

«Actitud y entorno», más conocido por su denominación en inglés, set and setting, es una expresión dicha en el contexto de las drogas psicodélicas, y significa la mentalidad o ánimo de uno mismo (mindset, abrev. set) y el entorno físico y social en el que se encuentra (setting), como los dos factores más importantes a considerar cuando se van a consumir, bien sea por razones terapéuticas o recreativas. El set es la «actitud», también traducible como «estado de ánimo» (aunque se refiere más a la mente que al alma) es la situación interna que una persona aporta a la experiencia, como pensamientos, sentimientos y expectativas. El setting es el «entorno», también traducible como «contexto», es la situación externa tanto en un aspecto estrictamente físico (dónde) como social (con quién). Las redes de apoyo social han demostrado ser particularmente importantes en el resultado de la experiencia psicodélica. Son capaces de controlar o guiar el curso de la experiencia, tanto consciente como inconscientemente.
El estrés, el miedo o un ambiente desagradable pueden resultar en un mal viaje. Por el contrario, es más probable que una persona relajada y curiosa en un lugar cálido, cómodo y seguro tenga una experiencia agradable. Una lista de reproducción musical preseleccionada puede formar parte de un entorno favorable.
Según el libro Cómo cambiar tu mente de Michael Pollan, el concepto de «actitud y entorno» fue desarrollado por Al Hubbard, un famoso promotor del LSD en los Estados Unidos durante los años 50, quien hubo visitado ceremonias de hongos en México. La expresión set and setting fue utilizada en 1958 por el biólogo Ludwig von Bertalanffy, y popularizada en 1961 por el escritor Timothy Leary. La importancia de la actitud y el entorno está consensuada ampliamente por la mayoría de investigadores de la terapia psicodélica. Norman Zinberg también ha discutido esto en Drug, Set, And Setting: The Basis for Controlled Intoxicant Use (1984).
Debido a la importancia del entorno en la terapia psicodélica, Hubbard introdujo un «espacio de tratamiento decorado para sentirse más como un hogar que un hospital», que llegó a ser conocido como Hubbard Room ('Habitación Hubbard').
En 1966, Timothy Leary realizó una serie de experimentos con dimetiltriptamina (DMT) con un set and setting controlado. El objetivo era ver si el DMT, que en ese entonces se consideraba principalmente como una droga inductora del terror, podía producir experiencias agradables si se tenía una actitud y un entorno favorables, demostrando que sí se podía.
La actitud y el entorno también se han investigado desde una perspectiva religiosa.